# 果てのない道
「『果てのない道』」（はてのないみち）は2000年4月21日にビクターエンタテインメントからリリースされた19の4thシングル。ロッテ「フラッテ」CMソング。

## 解説
326脱退後初作品で「上京」をテーマに歌った楽曲。40万枚のセールス。シングルとして発表されて以来、ライブでは必ず演奏されている。
楽曲内容は前作までと一線を画しており、これまでの染髪も止めた。
ミュージック・ビデオは大きな桜をバックに歌うものに仕上げている。
アーティスト写真は千葉県の小湊鉄道にある無人駅にて撮影された。

## 収録曲
作詞・作曲:岡平健治(1)岩瀬敬吾(2)
1. 『果てのない道』
2. 硬まれ、コンクリート
3. 『果てのない道』(music track)

## 収録アルバム
- 無限大 (#1,2)
- 19 BEST●青 (#1)
- 19 〜すべての人へ (#1)